# 北区立滝野川第四小学校
北区立滝野川第四小学校（きたくりつたきのがわだいよんしょうがっこう）は、東京都北区東田端に所在する小学校。通称「滝四（たきよん）」。

## 特色
- 北区立の学校ながら荒川区に隣接するエリアに所在するため、下町らしい明るい校風である。
- 校歌はサトウハチローの作詞である。
- 昭和30年代には全校生徒数1000人を優に超えていたが、2019年（令和元年）5月1日現在、333人である。[脚注 1]

## 沿革

### 略歴
当校は、1920年6月23日、東京府北豊島郡滝野川町に滝野川第四尋常小学校として開校した。その後、東京市滝野川第四尋常小学校、東京市滝野川第四国民学校、東京都滝野川第四国民学校と改称し、1947年、現在の校名となった。昭和50年代より地域ぐるみで「小中連携教育」の教育活動や健全育成活動が活発に繰り広げられ、1984年（昭和59年）には、小中一貫教育の研究発表を行われた。2015年、オリンピック・パラリンピック教育推進校となった。

### 年表
- 1920年（大正9年）6月23日 - 滝野川第四尋常小学校として設立される。
- 1932年（昭和7年）10月1日 - 滝野川町が東京市に編入され、東京市滝野川第四尋常小学校に改称。
- 1934年（昭和9年） - 分教場を設置する。
- 1937年（昭和12年） - 分教場が東京市田端新町尋常小学校となる。
- 1941年（昭和16年）4月1日 - 国民学校令によって東京市滝野川第四国民学校に改称。
- 1943年（昭和18年）7月1日 - 東京都制施行により東京都滝野川第四国民学校に改称。
- 1944年（昭和19年） - 学童集団疎開（群馬県）が行われる。
- 1946年（昭和21年） - 集団疎開が終了し、東京都田端新町国民学校と一緒になる。
- 1947年（昭和22年）4月1日 - 学制改革により東京都北区立滝野川第四小学校となる。
- 1964年（昭和39年） - 鉄筋校舎3階建て9教室が完成（西校舎）。
- 1970年（昭和45年） - 創立50周年記念式典挙行。
- 1973年（昭和48年） - 体育館と鉄筋校舎17教室が増築。
- 1983年（昭和58年） - 「豊かな心を育てる」施策推進研究校の指定を受ける。
- 2014年（平成26年） - わくわく滝四ひろば開設。
- 2015年（平成27年）4月1日 - オリンピック・パラリンピック教育推進校となる。
- 2016年（平成28年）4月1日 - ビオトープを設置する。
- 2020年（令和2年） - 創立100周年を迎えた。
- 2021年（令和3年） - リノベーション工事開始。
- 2024年（令和6年）11月 - リノベーション工事終了[脚注 3]。

## 学校行事
| - 4月 春季休業・始業式・入学式 - 5月 - 6月 | - 7月 夏季休業 - 8月 夏季休業 - 9月 | - 10月 秋季休業 - 11月 - 12月 冬季休業 | - 1月 冬季休業 - 2月 - 3月 卒業式・終業式・春季休業 |

## 通学区域
- 東京都北区[脚注 4]
  - 田端新町1丁目
  - 田端新町2丁目
  - 田端新町3丁目
  - 東田端1丁目
  - 東田端2丁目

## 進学先中学校
- 北区立田端中学校[脚注 5]

平成20年3月に廃校となった北区立新町中学校（通称『新中（しんちゅう）』）と全く同じ通学区域であったため、滝四の卒業生は私立・国立中学に進学しない限り全員が新中に進学し、かつ新中にも滝四卒業生以外の生徒は殆ど存在しなかった。よって、滝四に入学して新中を卒業した生徒は、小中一貫の9年制の学校に通っていたような感覚を持つという。

## 交通
- JR山手線・京浜東北線田端駅より徒歩6分
- 日暮里・舎人ライナー赤土小学校前駅より徒歩12分
- 都営バス田端新町3丁目バス停より徒歩6分

## 関係者

### 出身者
- 山内賢（俳優）
- 武田久美子（女優）